# 多花羊蹄甲
多花羊蹄甲（学名：Bauhinia chalcophylla）是豆科羊蹄甲属的植物，是中国的特有植物。分布在中国大陆的云南等地，生长于海拔800米至1,000米的地区，常生长在山沟河旁疏林中，目前尚未由人工引种栽培。